# Planimetrie
Unter Planimetrie versteht man allgemein metrische Problemstellungen der ebenen Geometrie, insbesondere die Flächeninhaltsberechnung in der Ebene. (Zur Flächenberechnung im Raum siehe Stereometrie.)

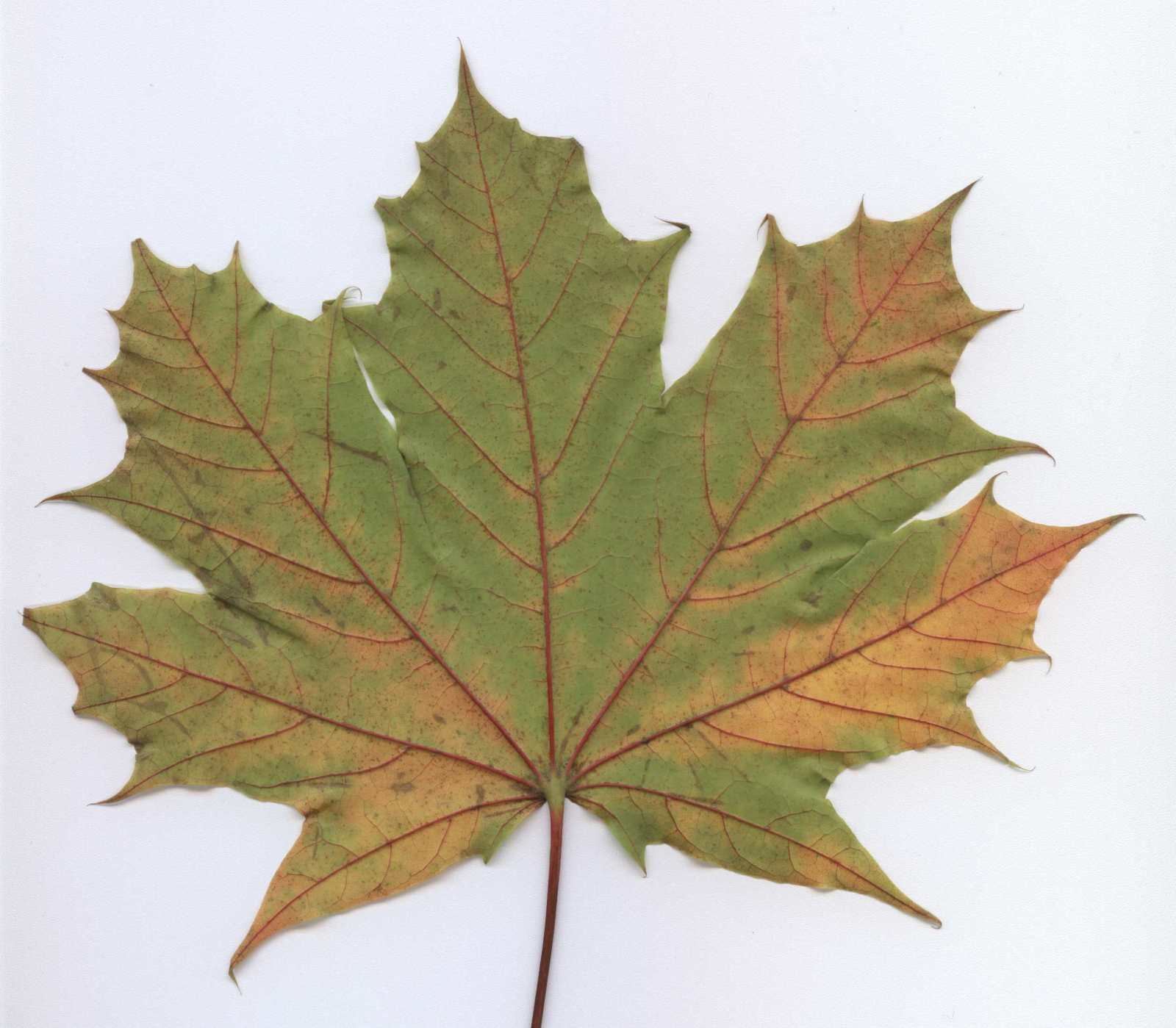
Gestieltes Laubblatt des Spitz-Ahorns (Acer platanoides)

Der Flächeninhalt einfacher Flächen in der Ebene kann aus bekannten Längenwerten berechnet werden. Die Errechnung komplizierterer Flächen wird meist über Zerlegung in Flächenstücke, die sich leichter errechnen lassen, erreicht. Unregelmäßige Flächen, wie z. B. die Fläche eines Ahornblattes, müssen analytisch mit dem Kurvenintegral – sofern die Kurve analytisch vorliegt – errechnet, mit planimetrischen Methoden abgeschätzt oder planimetriert (ausgemessen) werden.
Dabei zeigt das Beispiel eines Ahornblattes besonders deutlich, dass es um Abstraktion und Näherungsverfahren geht. Planimetrisch berechnet wird nicht die (Ober-)Fläche des (nicht flachen) Ahornblattes, sondern die abstrahierte Fläche, welche seine (mathematisch gedachte) Grundrisszeichnung auf dem Papier einnimmt. Physikalisch allerdings ist auch das Papier nicht flach und die Fläche müsste als Oberfläche stereometrisch berechnet werden, doch da finden sich schon vor der Genauigkeit im Nanobereich riesige Höhlen und Berge, fraktale Klüftungen, dass man darüber fast auf die „Quanten-Frage“ stößt, ob denn die Oberfläche eines Ahornblattes wirklich endlich ist.